# Nostalgia Tour
Nostalgia Tour bylo koncertní turné české rockové skupiny Katapult, které se konalo jako připomínka 45 let trvající existence skupiny. Turné bylo zahájeno „tradičním premiérovým koncertem“ ve Stochově. Březnové koncerty na Slovensku (kde měla skupina hrát po boku skupin Nazareth a Turbo) byly zrušeny, neboť se jich skupina sama zřekla kvůli krátkému časovému limitu přestavby aparatury. Dne 11. března 2020 skupina zveřejnila na webových stránkách změny termínů některých koncertů, kvůli preventivnímu opatření proti šíření onemocnění covid-19, které uvedla Bezpečnostní rada státu den předtím, mj. byl vydán zákaz hromadných akcí s návštěvností nad 100 lidí. 16. března 2020 skupina jarní koncerty přesunula na duben–červen 2020. Posléze byly jarní koncerty přesunuty na září–listopad 2020. 8. dubna 2020 skupina na webových stránkách oznámila 13 přidaných koncertů, připravené na podzim 2020. 11. května 2020 bylo oznámeno, že koncert v Želetavě byl z původně plánovaného termínu, jenž byl stanoven na 27. června 2020, přesunut na 12. září 2020, zároveň bylo oznámeno zrušení náklonského koncertu, který byl naplánován na 1. srpna 2020. 31. května 2020 se skupina podle svých slov rozhodovala zda odehrát jediné tři červencové koncerty, podle toho jak se bude vyvíjet situace. 4. června 2020 vydala skupina krátké prohlášení, jenž zní: „...vláda tvrdí, že po 25. červnu uvolní návštěvnost ve venkovních prostorech do 1000 lidí. Jenomže to nestačí! Je třeba vědět za jakých podmínek. Vždycky trvá strašně dlouho, než takovou důležitou informaci zveřejní. A bez toho se nedá koncert vyprodukovat a perfektně připravit.“ 8. června 2020 vláda ČR schválila návrh o konání hromadných akcí do 500 osob za určitých hygienických pravidel, které zahrnovaly rozestupy 1,5 metru mezi osobami a nošení roušek v bližší vzdálenosti něž 1,5 metru, načež byl koncert ve Vrchotových Janovicích zrušen, skupina to odůvodnila tím, že „realizovat koncert za těchto [hygienických] podmínek prostě nechceme a nebudeme“.

## Seznam vystoupení
| Datum                        | Město                        | Kraj                         | Stát                         | Místo                            |
| Tradiční premiérové koncerty | Tradiční premiérové koncerty | Tradiční premiérové koncerty | Tradiční premiérové koncerty | Tradiční premiérové koncerty     |
| ---------------------------- | ---------------------------- | ---------------------------- | ---------------------------- | -------------------------------- |
| 31. ledna 2020               | Stochov                      | Středočeský                  | Česko                        | Dům kultury                      |
| 1. února 2020                | Stochov                      | Středočeský                  | Česko                        | Dům kultury                      |
| Nostalgia Tour               |                              |                              |                              |                                  |
| 6. března 2020               | Prešov                       | Prešovský                    | Slovensko                    | Sportovní hala Hotelové akademie |
| 7. března 2020               | Martin                       | Žilinský                     | Slovensko                    | Sportovní hala Podháj            |
| 13. března 2020              | Rychnov nad Kněžnou          | Královéhradecký              | Česko                        | Pelclovo divadlo                 |
| 14. března 2020              | Prostějov                    | Olomoucký                    | Česko                        | Společenský dům                  |
| 16. března 2020              | Kolín                        | Středočeský                  | Česko                        | Městské divadlo                  |
| 20. března 2020              | Brno                         | Jihomoravský                 | Česko                        | Semilasso                        |
| 21. března 2020              | Uherský Brod                 | Zlínský                      | Česko                        | Kulturní dům                     |
| 23. března 2020              | Čáslav                       | Středočeský                  | Česko                        | Dusíkovo divadlo                 |
| 27. března 2020              | Šumperk                      | Olomoucký                    | Česko                        | Dům kultury                      |
| 28. března 2020              | Velké Meziříčí               | Vysočina                     | Česko                        | Jupiter club                     |
| 30. března 2020              | České Budějovice             | Českobudějovický             | Česko                        | Metropol                         |
| 31. března 2020              | Příbram                      | Středočeský                  | Česko                        | Divadlo A. Dvořáka               |
| 3. dubna 2020                | Náchod                       | Královéhradecký              | Česko                        | Městské divadlo Dr. Čížka        |
| 4. dubna 2020                | Chrudim                      | Pardubický                   | Česko                        | Sportovní hala                   |
| 24. dubna 2020               | Rychnov nad Kněžnou          | Královéhradecký              | Česko                        | Pelclovo divadlo                 |
| 25. dubna 2020               | Prostějov                    | Olomoucký                    | Česko                        | Společenský dům                  |
| 15. května 2020              | Slaný                        | Středočeský                  | Česko                        | Letní kino                       |
| 16. května 2020              | Lysá nad Labem               | Středočeský                  | Česko                        | Letní kino                       |
| 20. května 2020              | Kolín                        | Středočeský                  | Česko                        | Městské divadlo                  |
| 22. května 2020              | Náchod                       | Královéhradecký              | Česko                        | Městské divadlo Dr. J. Čížka     |
| 23. května 2020              | Chrudim                      | Pardubický                   | Česko                        | Sportovní hala                   |
| 29. května 2020              | Velké Meziříčí               | Vysočina                     | Česko                        | Jupiter club                     |
| 30. května 2020              | Nový Jičín                   | Moravskoslezský              | Česko                        | amfiteátr Skalky                 |
| 6. června 2020               | Příbram                      | Středočeský                  | Česko                        | Divadlo A.Dvořáka                |
| 11. června 2020              | Uherský Brod                 | Zlínský                      | Česko                        | Dům kultury                      |
| 13. června 2020              | Šumperk                      | Olomoucký                    | Česko                        | Dům kultury                      |
| 17. června 2020              | Čáslav                       | Středočeský                  | Česko                        | Dusíkovo divadlo                 |
| 20. června 2020              | Plzeň                        | Plzeňský                     | Česko                        | Náměstí Republiky                |
| 27. června 2020              | Želetava                     | Vysočina                     | Česko                        | Sokolská zahrada                 |
| 18. července 2020            | Klatovy                      | Plzeňský                     | Česko                        | Náměstí Míru                     |
| 25. července 2020            | Vrchotovy Janovice           | Středočeský                  | Česko                        | Letní kino                       |
| 31. července 2020            | Opočno                       | Královéhradecký              | Česko                        | Trčkovo náměstí                  |
| 1. srpna 2020                | Náklo                        | Olomoucký                    | Česko                        | Sportovní areál u Sokolovny      |
| 11. září 2020                | Slaný                        | Středočeský                  | Česko                        | Letní kino                       |
| 12. září 2020                | Želetava                     | Vysočina                     | Česko                        | Sokolská zahrada                 |
| 18. září 2020                | Nový Jičín                   | Moravskoslezský              | Česko                        | amfiteátr Skalky                 |
| 19. září 2020                | Lysá nad Labem               | Středočeský                  | Česko                        | Letní kino                       |
| 24. září 2020                | Příbram                      | Středočeský                  | Česko                        | Divadlo A. Dvořáka               |
| 25. září 2020                | Brno                         | Jihomoravský                 | Česko                        | Semilasso                        |
| 26. září 2020                | Rychnov nad Kněžnou          | Královéhradecký              | Česko                        | Pelclovo divadlo                 |
| 27. září 2020                | Chrudim                      | Pardubický                   | Česko                        | Sportovní hala                   |
| 1. října 2020                | Kolín                        | Středočeský                  | Česko                        | Městské divadlo                  |
| 2. října 2020                | Velké Meziříčí               | Vysočina                     | Česko                        | Jupiter club                     |
| 3. října 2020                | Náchod                       | Královéhradecký              | Česko                        | Městské divadlo Dr. Čížka        |
| 9. října 2020                | Uherský Brod                 | Zlínský                      | Česko                        | Dům kultury                      |
| 10. října 2020               | Strakonice                   | Jihočeský                    | Česko                        | Kulturní dům                     |
| 15. října 2020               | České Budějovice             | Českobudějovický             | Česko                        | Metropol                         |
| 16. října 2020               | Jihlava                      | Vysočina                     | Česko                        | DKO – Divadelní sál              |
| 17. října 2020               | Jílovice                     | Jihočeský                    | Česko                        | Kulturní dům                     |
| 20. října 2020               | Teplice                      | Ústecký                      | Česko                        | Krušnohorské divadlo             |
| 23. října 2020               | Pelhřimov                    | Vysočina                     | Česko                        | Kulturní dům Máj                 |
| 24. října 2020               | Boskovice                    | Jihomoravský                 | Česko                        | Sokolovna                        |
| 27. října 2020               | Prostějov                    | Olomoucký                    | Česko                        | Společenský dům                  |
| 30. října 2020               | Trutnov                      | Královéhradecký              | Česko                        | Národní dům                      |
| 31. října 2020               | Litomyšl                     | Pardubický                   | Česko                        | Smetanův dům                     |
| 6. listopadu 2020            | Bystřice n. Pernštejnem      | Vysočina                     | Česko                        | Kulturní dům                     |
| 7. listopadu 2020            | Havlíčkův Brod               | Vysočina                     | Česko                        | Kulturní dům Ostrov              |
| 12. listopadu 2020           | Ostrava                      | Moravskoslezský              | Česko                        | Dům kultury                      |
| 13. listopadu 2020           | Zlín                         | Zlínský                      | Česko                        | Masters of Rock Café             |
| 14. listopadu 2020           | Vamberk                      | Královéhradecký              | Česko                        | Kulturní dům                     |
| 20. listopadu 2020           | Šumperk                      | Olomoucký                    | Česko                        | Dům kultury                      |
| 24. listopadu 2020           | České Budějovice             | Českobudějovický             | Česko                        | Metropol                         |
| 25. listopadu 2020           | Čáslav                       | Středočeský                  | Česko                        | Dusíkovo divadlo                 |
| 10. dubna 2021               | Dolní Kralovice              | Středočeský                  | Česko                        | bude oznámeno                    |
| 24. dubna 2021               | Jílovice                     | bude oznámeno                | Česko                        | bude oznámeno                    |
| 5. června 2021               | Brno                         | Jihomoravský                 | Česko                        | bude oznámeno                    |
| 12. června 2021              | Ostrava                      | Moravskoslezský              | Česko                        | bude oznámeno                    |
| 19. června 2021              | Plzeň                        | Plzeňský                     | Česko                        | bude oznámeno                    |
| 30. června 2021              | Opočno                       | Královéhradecký              | Česko                        | bude oznámeno                    |

## Sestava

### Katapult
- Oldřich Říha – kytara, zpěv
- Andy Budka – baskytara, kytara, zpěv
- Ondřej Timpl – bicí, zpěv